# Marcin Sacha
Marcin Sacha (ur. 1970 w Tarnowie) – polski artysta fotograf, uhonorowany tytułem Artiste FIAP (AFIAP).

## Działalność
Marcin Sacha mieszka i pracuje w Krakowie, uprawia fotografię artystyczną od 2005 roku. Jest autorem i współautorem wielu wystaw fotograficznych; indywidualnych, zbiorowych, poplenerowych, pokonkursowych. Brał aktywny udział w Międzynarodowych Salonach Fotograficznych, organizowanych (m.in.) pod patronatem FIAP, zdobywając wiele medali, nagród, wyróżnień, dyplomów, listów gratulacyjnych. Szczególne miejsce w twórczości artysty zajmuje fotomontaż, na potrzeby którego własnoręcznie tworzy scenografie do swoich zdjęć, używając cegieł, papieru, gliny i autorskich form ceramicznych.
W 2009 roku został przyjęty w poczet członków Fotoklubu Rzeczypospolitej Polskiej Stowarzyszenia Twórców. Decyzją Komisji Kwalifikacji Zawodowych Fotoklubu RP otrzymał dyplom potwierdzający kwalifikacje do wykonywania zawodu artysty fotografa, fotografika (legitymacja nr 250).
Pokłosiem udziału w Międzynarodowych Salonach Fotograficznych (pod patronatem FIAP) było przyznanie Marcinowi Sacha (w 2010) tytułu honorowego Artiste FIAP (AFIAP), nadanego przez Międzynarodową Federację Sztuki Fotograficznej, z siedzibą w Luksemburgu. W działalności Fotoklubu RP uczestniczył do 2021.

## Wystawy indywidualne
- Galeria ZPAP (Tarnów 2015)
- Manufaktura Galeria Muzeum Fabryki (Łódź 2013)
- Galeria „Skwer” (Warszawa 2012)
- Galeria „Poddasze” (Zakliczyn 2012)
- Mościckie Centrum Kultury (Tarnów 2012)
- Wojewódzki Dom Kultury (Rzeszów 2012)
- Dworek Białoprądnicki (Kraków 2007)
- Galeria „Ekslibris” (Czechowice-Dziedzice 2006)
- Festiwal Fotografii Przyrodniczej (Krynica 2006)

Źródło